# Listă de ferigi din Republica Moldova
Ferigile din Republica Moldova sunt reprezentate de 20 de specii, din 8 familii, răspândite preponderent în zonele umede și umbrite, păduri de luncă și de stânci, pe versanții calcaroși ale râurilor.
| Denumirea în română                                                  | Denumirea în latină         | Habitat | Statut | Imagine |
| -------------------------------------------------------------------- | --------------------------- | --- | ------ | ------- |
| Familia Ophioglossaceae                                              |                             | |        |         |
| Ophioglossum vulgatum L.                                             | Limba șarpelui              | Locuri umbrite, lunci umede, păduri de stejar, mesteacăn, carpen,                                                                   |        |         |
| Familia Polypodiaceae                                                |                             | |        |         |
| Polypodium vulgare L.                                                | Feriguță obișnuită          | Stânci și versanți calcaroși, păduri de stejar, fag și mesteacăn                                                                    |        |         |
| Familia Dennstaedtiaceae                                             |                             | |        |         |
| Pteridium aquilinum (L.) Kuhn in Kersten                             | Ferigă-de-câmp              | Podișuri și dealuri, în arboret luminos pe soluri nisipoase, păduri de stejar                                                       |        |         |
| Familia Thelypteridaceae                                             |                             | |        |         |
| Thelypteris palustris Schott                                         | Telipteris-de-baltă         | Mlaștini și lunci umede, insule plutitoare în lacuri, pe pereții din piatră ale fântânilor, păduri de stejar, carpen                |        |         |
| Phegopteris connectilis (Michx) Watt                                 | Fegopteris-de-baltă         | Stânci, versanți calcaroși, păduri de stejar                                                                                        |        |         |
| Familia Aspleniaceae                                                 |                             | |        |         |
| Asplenium trichomanes L.                                             | Ruginiță penată             | În fisurile din stâncă, versanților, suprafețe acoperite cu mușchi                                                                  |        |         |
| Asplenium ruta-muraria L.                                            | Ruginiță penat-sectată      | Păduri de stâncă pe versanți calcaroși, pe pereți și le construcții artificiale din piatră, calcare acoperite cu mușchi și licheni. |        |         |
| Asplenium scolopendrium (L.) sin.: Phyllitis scolopendrium(L.) Newm. | Năvalnic scolopendrium      | Păduri de stâncă, versanți calcaroși                                                                                                |        |         |
| Familia Athyriaceae                                                  |                             | |        |         |
| Athyrium filix-femina (L.) Roth                                      | Ferigă-feminină obișnuită   | Păduri de stâncă, canioane, locuri umbrite                                                                                          |        |         |
| Athyrium distentifolium Tausch ex Opiz                               | Ferigă-feminină distantă    | Versanții râpelor |        |         |
| Cystopteris fragilis (L.) Bernh. in Schrader                         | Feriga-stâncii fragilă      | Pădure de stâncă, stejar, carpen, fag, versanți calcaroși                                                                           |        |         |
| Gymnocarpium dryopteris (L.) Newm.                                   | Gimnocarpiu ferigoideu      | Păduri pe versanți calcaroși |        |         |
| Gymnocarpium robertianum (Hoffm.) Newm.                              | Gimnocarpiu Robert          | Pădure de stâncă pe versanți calcaroși, stânci, pietre                                                                              |        |         |
| Matteuccia struthiopteris (L.) Tod.                                  | Spata dracului obișnuită    | Păduri de luncă |        |         |
| Familia Dryopteridaceae                                              |                             | |        |         |
| Polystichum aculeatum (L.) Roth.                                     | Creasta-cocoșului ghimpoasă | Păduri pe versanți calcaroși |        |         |
| Dryopteris filix-mas (L.) Schott.                                    | Ferigă comună               | Pădure de stâncă și de luncă, de fag, stejar, carpen                                                                                |        |         |
| Dryopteris caucasica (A. Br.) Fraser Jenkins et Corley               | Ferigă caucaziană           | Pădure de stâncă pe versanți calcaroși                                                                                              |        |         |
| Dryopteris dilatata (Hoffm.) A. Grax. Sin.: D. austriaca             | Ferigă austriacă            | Păduri de stejar și fag |        |         |
| Dryopteris carthusiana (Vill.) H.P.Fuchs.                            | Ferigă cartuziană           | Pădure de stâncă, de stejar, carpen, cireș                                                                                          |        |         |
| Familia Salviniaceae                                                 |                             | |        |         |
| Salvinia natans (L.) All.                                            | Peștișoară plutitoare       | În râuri, lacuri, bălți, gârle |        |         |